# Planckenheter
Planckenheter är ett enhetssystem för mätning baserad på de fundamentala konstanterna:
- gravitationskonstanten G
- Diracs konstant {\displaystyle \hbar } = h / (2π)
- ljusets hastighet i vakuum c
- Boltzmanns konstant k

Planckenheterna omnämns ibland av vetenskapsjournalister som ”Guds enheter”. De eliminerar allt godtycke från enhetssystemet: ett utomjordiskt intelligent liv kan förväntas använda samma system. Dessa enheter förenklar många ekvationer eftersom konstanterna som de baseras på har värdet 1 uttryckta i planckenheter. Därför är enheterna populära i forskningen om kvantgravitation. De är emellertid för små eller för stora för vardaglig användning, såvida de inte multipliceras med stora tiopotenser. Värdena ligger i flera fall utanför SI-prefixens intervall. Den största tidsenheten blir till exempel quettaplancktid, 5,4·10-14 sekunder. De lider också av osäkerheter i mätning av vissa konstanter som de bygger på, särskilt gravitationskonstanten G.
Det har diskuterats huruvida man bör använda Diracs konstant eller Plancks konstant, vilket är förklaringen till att man ofta finner andra värden på Planckenheterna.
På plancknivå i längd, tid eller temperatur domineras systemen av kvantmekaniska effekter. Planckdensiteten är extremt hög, över vilken våra föreställningar om gravitation och kvantmekanik slutar gälla.

## Planckenheter

### Grundenheter
Notera att SI-ekvivalenta värden förändrades något 2019 då Plancks konstant och elementarladdningen gavs fasta värden och vissa SI-enheterna började beräknas ur dem, istället för att konstanterna beräknades ur definitionen på dessa SI-enheter.
| Namn             | Storhet            | Dimension | Uttryck | Ungefärlig SI-ekvivalens    | Andra ekvivalenser |
| ---------------- | ------------------ | --------- | --- | --------------------------- | ------------------ |
| Plancklängd      | Längd              | L         | {\displaystyle l_{\text{P}}={\sqrt {\frac {\hbar G}{c^{3}}}}}                                                               | 1,616 255(18) × 10−35 m     | 3,054 × 10−25 a0   |
| Planckmassa      | Massa              | M         | {\displaystyle m_{\text{P}}={\sqrt {\frac {\hbar c}{G}}}}                                                                   | 2,176 434(24) × 10−8 kg     | 1,311 × 1019 u     |
| Plancktid        | Tid                | T         | {\displaystyle t_{\text{P}}={\frac {l_{\text{P}}}{c}}={\frac {\hbar }{m_{\text{P}}c^{2}}}={\sqrt {\frac {\hbar G}{c^{5}}}}} | 5,391 247(60) × 10−44 s     |                    |
| Planckladdning   | Elektrisk laddning | Q         | {\displaystyle q_{\text{P}}={\sqrt {4\pi \varepsilon _{0}\hbar c}}}                                                         | 1,875 545 956(41) × 10−18 C | 11,70624 e         |
| Plancktemperatur | Temperatur         | Θ         | {\displaystyle T_{\text{P}}={\frac {m_{\text{P}}c^{2}}{k_{\text{B}}}}={\sqrt {\frac {\hbar c^{5}}{Gk_{\text{B}}^{2}}}}}     | 1,416 784(16) × 1032 K      |                    |

### Härledda enheter
| Namn                 | Storhet            | Dimension | Uttryck | Ungefärlig SI-ekvivalens |
| -------------------- | ------------------ | --------- | --- | ------------------------ |
| Planckarea           | Area               | L2        | {\displaystyle l_{\text{P}}^{2}={\frac {\hbar G}{c^{3}}}} | 2,6121 × 10−70 m2        |
| Planckvolym          | Volym              | L3        | {\displaystyle l_{\text{P}}^{3}=\left({\frac {\hbar G}{c^{3}}}\right)^{\frac {3}{2}}={\sqrt {\frac {(\hbar G)^{3}}{c^{9}}}}}                                 | 4,2217 × 10−105 m3       |
| Planckhastighet      | Hastighet          | LT−1      | {\displaystyle v_{\text{P}}={\frac {l_{\text{P}}}{t_{\text{P}}}}=c}                                                                                          | 2,99792458 × 108 m/s     |
| Planckrörelsemängd   | Rörelsemängd       | LMT−1     | {\displaystyle m_{\text{P}}c={\frac {\hbar }{l_{\text{P}}}}={\sqrt {\frac {\hbar c^{3}}{G}}}}                                                                | 6,52485 kg*m/s           |
| Planckenergi         | Energi             | L2MT−2    | {\displaystyle E_{\text{P}}=m_{\text{P}}c^{2}={\frac {\hbar }{t_{\text{P}}}}={\sqrt {\frac {\hbar c^{5}}{G}}}}                                               | 1,9561 × 109 J           |
| Planckkraft          | Kraft              | LMT−2     | {\displaystyle F_{\text{P}}={\frac {E_{\text{P}}}{l_{\text{P}}}}={\frac {\hbar }{l_{\text{P}}t_{\text{P}}}}={\frac {c^{4}}{G}}}                              | 1,21027 × 1044 N         |
| Planckeffekt         | Effekt             | L2MT−3    | {\displaystyle P_{\text{P}}={\frac {E_{\text{P}}}{t_{\text{P}}}}={\frac {\hbar }{t_{\text{P}}^{2}}}={\frac {c^{5}}{G}}}                                      | 3,62831 × 1052 W         |
| Planckdensitet       | Densitet           | L−3M      | {\displaystyle \rho _{\text{P}}={\frac {m_{\text{P}}}{l_{\text{P}}^{3}}}={\frac {\hbar t_{\text{P}}}{l_{\text{P}}^{5}}}={\frac {c^{5}}{\hbar G^{2}}}}        | 5,15500 × 1096 kg/m3     |
| Planckenergitäthet   | Energitäthet       | L−1MT−2   | {\displaystyle \rho _{\text{P}}^{E}={\frac {E_{\text{P}}}{l_{\text{P}}^{3}}}={\frac {c^{7}}{\hbar G^{2}}}}                                                   | 4,63298 × 10113 J/m3     |
| Planckintensitet     | Intensitet         | MT−3      | {\displaystyle I_{\text{P}}=\rho _{\text{P}}^{E}c={\frac {P_{\text{P}}}{l_{\text{P}}^{2}}}={\frac {c^{8}}{\hbar G^{2}}}}                                     | 1,38893 × 10122 W/m2     |
| Planckvinkelfrekvens | Frekvens           | T−1       | {\displaystyle \omega _{\text{P}}={\frac {1}{t_{\text{P}}}}={\sqrt {\frac {c^{5}}{\hbar G}}}}                                                                | 1,85487 × 1043 s−1       |
| Plancktryck          | Tryck              | L−1MT−2   | {\displaystyle p_{\text{P}}={\frac {F_{\text{P}}}{l_{\text{P}}^{2}}}={\frac {\hbar }{l_{\text{P}}^{3}t_{\text{P}}}}={\frac {c^{7}}{\hbar G^{2}}}}            | 4,63309 × 10113 Pa       |
| Planckström          | Elektrisk ström    | QT−1      | {\displaystyle I_{\text{P}}={\frac {q_{\text{P}}}{t_{\text{P}}}}={\sqrt {\frac {4\pi \epsilon _{0}c^{6}}{G}}}}                                               | 3,4789 × 1025 A          |
| Planckspänning       | Elektrisk spänning | L2MT−2Q−1 | {\displaystyle V_{\text{P}}={\frac {E_{\text{P}}}{q_{\text{P}}}}={\frac {\hbar }{t_{\text{P}}q_{\text{P}}}}={\sqrt {\frac {c^{4}}{4\pi \epsilon _{0}G}}}}    | 1,04295 × 1027 V         |
| Planckimpedans       | Resistans          | L2MT−1Q−2 | {\displaystyle Z_{\text{P}}={\frac {V_{\text{P}}}{I_{\text{P}}}}={\frac {\hbar }{q_{\text{P}}^{2}}}={\frac {1}{4\pi \epsilon _{0}c}}={\frac {Z_{0}}{4\pi }}} | 29,9792458 Ω             |

## Planckenheternas tillkomst
Max Planck presenterade för första gången sin uppsättning enheter (och gav förvånansvärt träffsäkra värden för dem) i maj 1899 i en uppsats för Preussiska Vetenskapsakademin. (Max Planck: 'Über irreversible Strahlungsvorgänge'. Sitzungsberichte der Preußischen Akademie der Wissenschaften, vol. 5, s. 479 (1899)). Vid den tiden hade kvantmekaniken ännu inte upptäckts. Han själv hade då ännu inte upptäckt teorin om svartkroppsstrålning (publicerad i december 1900) i vilken konstanten h visades för första gången och för vilken Planck senare fick Nobelpris. De relevanta delarna av Plancks uppsats 1899 skapar viss förvirring över hur han kunde komma fram till de olika enheterna som idag definieras med hjälp av {\displaystyle \hbar } och motiverar genom kvantfysiken. Här är ett citat från 1899 års uppsats som ger en uppfattning om hur Planck såg på enhetsuppsättningen.
... ihre Bedeutung für alle Zeiten und für alle, auch ausserirdische und ausser menschliche Culturen nothwendig behalten und welche daher als 'natürliche Maasseinheiten' bezeichnet werden können...
... De behåller ovillkorligen sin mening för alltid och för alla civilisationer, även utomjordiska och icke mänskliga, och kan därför betecknas som 'naturliga enheter'...